# Contea di Santa Cruz (Capo Verde)
Santa Cruz è una contea di Capo Verde, situata sull'isola di Santiago con 26 617 abitanti al censimento del 2010
Il capoluogo della contea è Pedra Badejo. La contea è stata istituita negli anni 1970, per scissione da quella di Praia, e ospita circa il 14% della popolazione totale di Capo Verde.

## Amministrazione

### Gemellaggi
- Candiolo, dal 2005[2]